# Абилда
Абилда (каз. Әбілда, до 2022 г. — Ушарал) — село в Сарысуском районе Жамбылской области Казахстана. Входит в состав Тогызкентского сельского округа. Код КАТО — 316043400.

## Население
В 1999 году население села составляло 253 человека (135 мужчин и 118 женщин). По данным 2009 года, в селе не было постоянного населения.